# Giovanni Battista Piazzetta

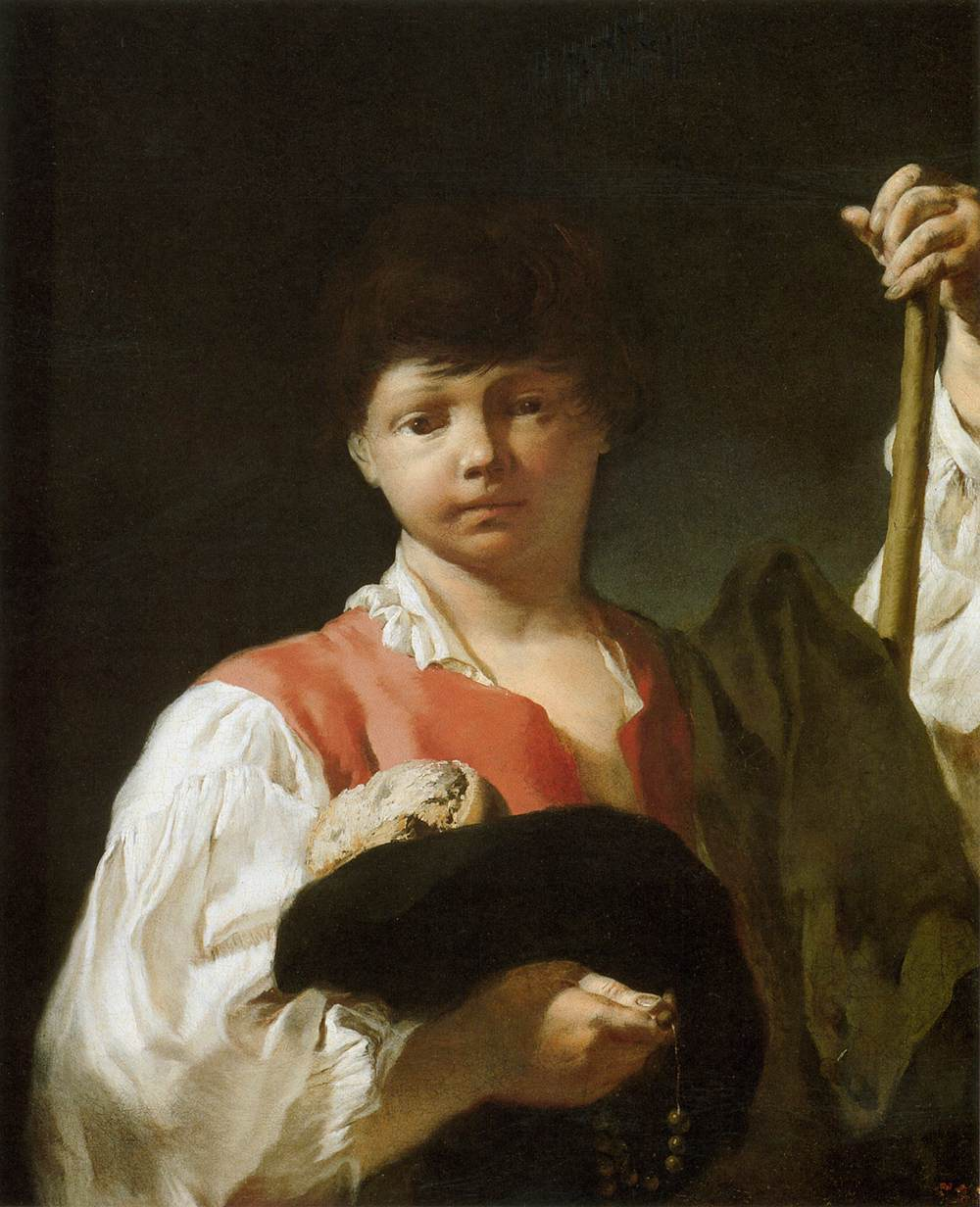
Mały żebrak (1725-30)

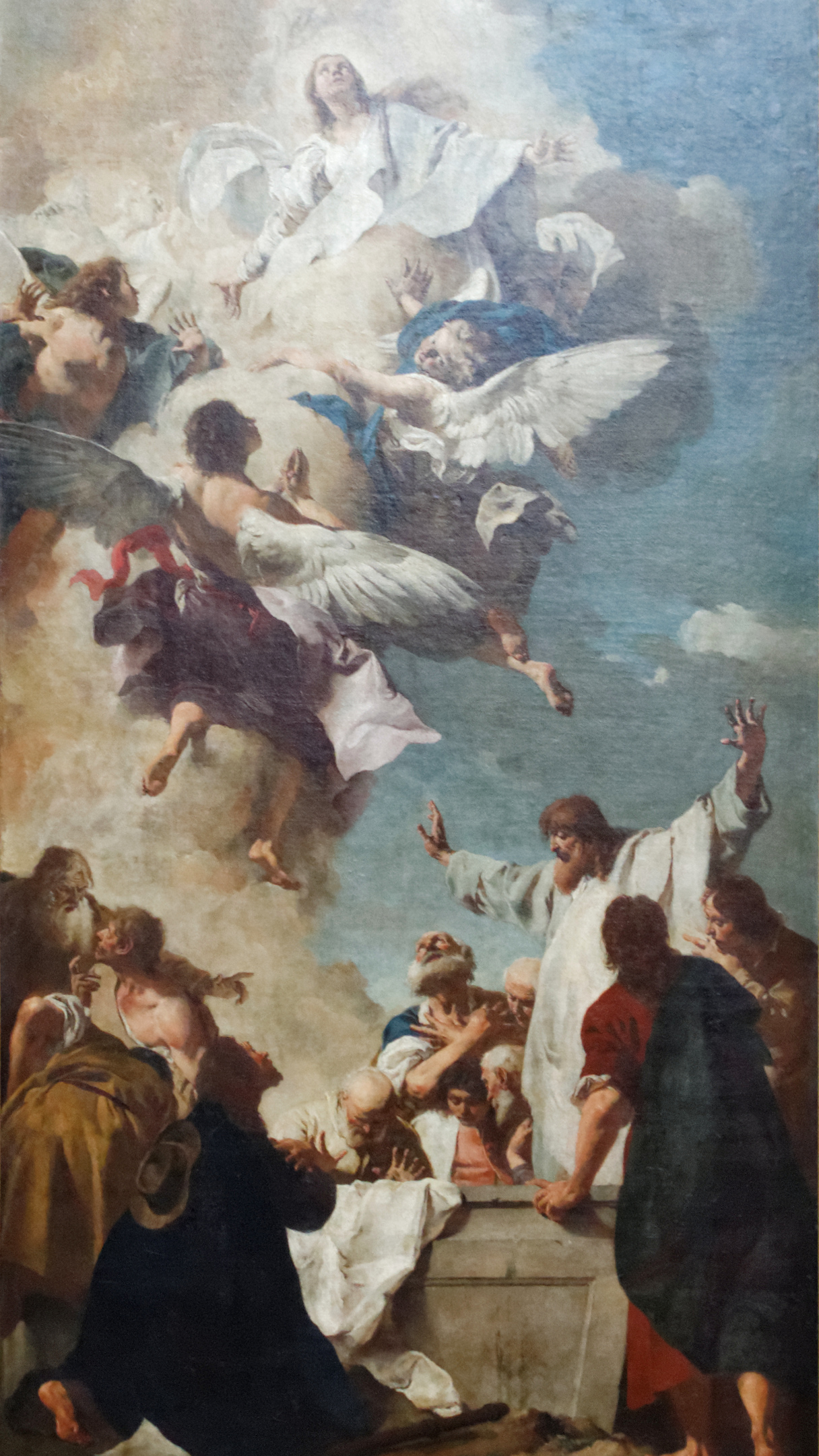
Wniebowzięcie Marii (1735)

Rebeka u studni (ok. 1740)

Giovanni Battista Piazzetta (Giambattista Piazzetta) (ur. 13 lutego 1682 w Wenecji, zm. 29 kwietnia 1754 tamże) – włoski malarz, grafik i rytownik, przedstawiciel weneckiego malarstwa rokokowego.
Pierwsze lekcje malarstwa pobierał w pracowni swojego ojca Giacoma (1640-1705), snycerza i rzeźbiarza weneckiego. Naukę kontynuował u Antonia Molinarego, a od 1703 w Bolonii u Giuseppe Marii Crespiego. W 1705 powrócił na stałe do Wenecji. W 1711 został członkiem cechu malarzy. W 1750 został mianowany dyrektorem weneckiej Scuola di Nudo dell’Accademia.
Specjalizował się scenach rodzajowych oraz tematyce religijnej i mitologicznej. Inspirowała go twórczość Caravaggia i Guercina. Był twórcą licznych rysunków portretowych. Wykonywał też ilustracje do luksusowych edycji książkowych (m.in. do Jerozolimy wyzwolonej Torquata Tassa).
Jego malarstwo wywarło wpływ na twórczość m.in. Giovanniego Battisty Tiepola i Francesca Guardiego.

## Dzieła
- Dawid z głową Goliata, 84,5 × 99 cm, Galeria Obrazów Starych Mistrzów w Dreźnie
- Judyta i Holofernes (ok. 1745), 197 × 186 cm, Scuola Grande dei Carmini, Wenecja
- Męczeństwo św. Jakuba (1722), 165 × 138 cm, kościół San Stae, Wenecja
- Młody chorąży (ok. 1742), 87 × 72 cm, Galeria Obrazów Starych Mistrzów w Dreźnie
- Ofiara Izaaka (1712-14), 100 × 125,5 cm, Muzeum Thyssen-Bornemisza, Madryt
- Ofiara Izaaka (po 1735), 201 × 133 cm, National Gallery w Londynie
- Pastuszek (1720-22), 66 × 83 cm, Residenzgalerie, Salzburg
- Rebeka u studni (ok. 1740), 102 × 137 cm, Pinakoteka Brera, Mediolan
- Scena pastoralna (1740), 192 × 143 cm, Art Institute of Chicago
- Śmierć Dariusza (ok. 1746), 240 × 480 cm, Ca’ Rezzonico, Wenecja
- Św. Jan Chrzciciel (1740-50), 48 × 39 cm, Gemäldegalerie, Berlin
- Święci Vincent Ferrer, Hiacynt i Ludwik Bertrand (1738-39), 345 × 172 cm, kościół Santa Maria del Rosario, Wenecja
- Wiejska idylla (1745), 196,5 × 146 cm, Wallraf-Richartz-Museum, Kolonia
- Wizja św. Filipa Nereusza (1725), 367 × 200 cm, kościół Santa Maria della Fava, Wenecja
- Wniebowzięcie Marii (1735), 517 × 245 cm, Luwr, Paryż
- Wróżka (ok. 1740), 154 × 114 cm, Gallerie dell’Accademia, Wenecja
- Zasypiająca wieśniaczka (1720-22), 66 × 83 cm, Residenzgalerie, Salzburg
- Zuzanna i starcy (1740), 100 × 135 cm, Uffizi, Florencja